# Lindenberg (Habichtswald)
Der Lindenberg bei Breitenbach im nordhessischen Landkreis Kassel ist ein 485,9 m ü. NHN hoher Berg des Habichtswälder Berglandes.

## Geographie

### Lage
Der Lindenberg liegt im Naturpark Habichtswald im Gemeindegebiet von Schauenburg. Sein Gipfel erhebt sich knapp 2 km nördlich von Breitenbach, rund 2,5 km nordwestlich von Hoof und etwa 2,2 km nordöstlich von Martinhagen, die alle Schauenburger Gemeindeteile sind, sowie knapp 3 km (jeweils Luftlinie) südlich von Ehlen, einem Gemeindeteil von Habichtswald. Der Berg ist Teil eines von den Langenbergen abzweigenden Nordnordwest-Ausläufers, der sich über den Burgberg bis zum Lindenberg zieht.

### Naturräumliche Zuordnung
Der Lindenberg gehört in der naturräumlichen Haupteinheitengruppe Westhessisches Berg- und Senkenland (Nr. 34) und in der Haupteinheit Habichtswälder Bergland (342) zum Naturraum Hoofer Pforte (342.01), die sich von nördlich der Kuppe an als Talsenke längs des Oberlaufes der Bauna nach Südosten zieht. Die Landschaft fällt nach Süden bis Westen in den Naturraum Breitenbacher Mulde (342.10) und nach Norden in den Naturraum Zierenberger Grund (342.11) ab, die zur Untereinheit Habichtswälder Senke (342.1) zählen.

### Nachbargipfel
Südöstlich des in seinen Hochlagen bewaldeten Lindenbergs schließen sich der nur an der Nordflanke bewaldete Große Schönberg (482,8 m), dann der kaum bewaldete Kleine Schönberg (ca. 442 m) und schließlich der teils bewaldete Burgberg (499,9 m) mit der Burgruine Schauenburg als sonstige Erhebungen der Hoofer Pforte an. Hierbei können die Schönberge als Nebengipfel des Lindenbergs angesehen werden.

### Wasserscheide und Fließgewässer
Über den Lindenberg verläuft zwischen dem westlichen Wattenberg (516,2 m), einer Hinterhabichtswälder Kuppe, und dem ostnordöstlichen Hohen Gras (614,8 m), dem höchsten Berg im Hohen Habichtswald, die Wasserscheide zwischen Diemel und Fulda: Die Warme, die nordwestlich am Berg vorbeifließt und nach Norden verläuft, mündet in die Diemel, die Ems, die ihn in einigem Abstand südwestlich passiert, fließt südwärts in den Fulda-Zufluss Eder und die Bauna, die etwas östlich des Bergs entspringt, entwässert südostwärts in die Fulda. Alle diese Fließgewässer zählen zum Flusssystem der Weser.

## Windpark
Im Dezember 2012 entschied sich der Schauenburger Gemeinderat für den Bau eines Windparks auf dem Lindenberg. Es sollen fünf Anlagen mit jeweils 140 m Nabenhöhe errichtet werden. Die Projektplanung erfolgt durch die Firma „GP Joule“.
Im September 2013 erschien die Windkraftplanung im Zusammenhang mit einer angeblichen Gefährdung des Weltkulturerbetitels des Bergparks Wilhelmshöhe in der Presse. Die Gemeinde sieht den Welterbetitel nicht als gefährdet an. Laut Gemeinde wurden im Rahmen der Planungen die Denkmalbehörden bereits eingebunden. Ein Sichtbeziehung zwischen den geplanten Anlagen und dem Herkules besteht aufgrund der dazwischen liegenden Topografie des Hohen Habichtswaldes mit dem Hohen Gras nicht. Im Juli 2013 wurden die Sichtbeziehungen mit einer "sogenannten Vollständigkeitsprüfung im Antragsverfahren nach dem Bundes-Immissionsschutzgesetz" mit dem Landesamt für Denkmalpflege Hessen geklärt. Mit dem Bau des Windparks soll im Herbst 2014 begonnen werden.

## Verkehr und Wandern
Nördlich vorbei am Lindenberg führt zwischen den Anschlussstellen Zierenberg und Kassel-Bad Wilhelmshöhe in Nordwest-Südost-Richtung die Bundesautobahn 44. Diese unterquert die westlich des Bergs zwischen Ehlen im Norden und Breitenbach im Süden im Warmetal verlaufende Landesstraße 3220, die in Ehlen auf die westwärts zur Anschlussstelle Zierenberg führende Bundesstraße 251 und in Breitenbach auf die ostwärts, vorbei an Hoof, Elgershausen und Altenritte zur Anschlussstelle Bad Wilhelmshöhe verlaufende B 520 trifft. Zum Beispiel an der L 3220 oder in Breitenbach beginnend kann man den Lindenberg auf Feld- und Waldwegen erwandern. Über dessen südliche Hochlagen führt die Extratour H4 des Habichtswaldsteigs. Südlich vorbei am Berg verläuft durch Breitenbach und Martinhagen der Hessencourrier-Radweg, und westlich der Warmetal-Radweg.